# Lee Morin
Lee Morin (ur. 9 września 1952 w Manchesterze w stanie New Hampshire) – amerykański astronauta.

## Życiorys
W 1974 ukończył matematykę i nauki elektryczne na University of New Hampshire, w 1978 został magistrem biochemii na New York University School of Medicine, w 1981 i 1982 uzyskał doktoraty z medycyny i mikrobiologii na Uniwersytecie Nowojorskim. W 1988 został magistrem zdrowia publicznego na University of Alabama. Służył w United States Navy, otrzymał stopień kapitana. 1 maja 1996 został wybrany przez NASA jako kandydat na astronautę, później był szkolony na specjalistę misji. Od 8 do 19 kwietnia 2002 uczestniczył w misji STS-110 na Międzynarodową Stację Kosmiczną trwającej 10 dni, 19 godzin i 42 minuty.
Stowarzyszenie Uczestników Lotów Kosmicznych (Association of Space Explorers) przyznało mu Universal Astronaut Insignia za lot orbitalny (nr 414).